# Gare de Saint-Laurent-en-Grandvaux
Gare de Saint-Laurent-en-Grandvaux vasútállomás Franciaországban, Saint-Laurent-en-Grandvaux településen.

## Vasútvonalak
Az állomást az alábbi vasútvonalak érintik:
- Andelot-en-Montagne–La Cluse-vasútvonal

## Kapcsolódó állomások
A vasútállomáshoz az alábbi állomások vannak a legközelebb:
- Gare de La Chaumusse - Fort-du-Plasne
- Gare de Morbier